# 8855 Miwa
8855 Miwa (1991 JL) là một tiểu hành tinh vành đai chính được phát hiện ngày 3 tháng 5 năm 1991 bởi S. Otomo và O. Muramatsu ở Kiyosato.